# Aphis viridescens
Aphis viridescens är en insektsart som beskrevs av Bozhko 1976. Aphis viridescens ingår i släktet Aphis och familjen långrörsbladlöss. Inga underarter finns listade i Catalogue of Life.